# Marc Riboud
Pour les articles homonymes, voir Riboud.
Ne doit pas être confondu avec Marc Ribaud ou Marc Ribot.
Marc Riboud, né le 24 juin 1923 à Saint-Genis-Laval (Rhône) et mort le 30 août 2016 à Paris 13e, est un photographe français.
Il est connu, entre autres, par ses livres sur ses reportages en Asie : Les Trois bannières de la Chine, Face of North Vietnam, Chine Instantanés de voyage, et ses plus récents Vers l'Orient et Cuba.

## Biographie
Marc Eugène Riboud naît le 24 juin 1923 à Saint-Genis-Laval, près de Lyon. Il est le cinquième enfant d'une fratrie de sept, et le frère des industriels Antoine et Jean Riboud. Il est élevé dans une famille bourgeoise lyonnaise. Son père, diplômé de Sciences Po, est un ami de jeunesse de Maurice Schlumberger, qui suivit la carrière des enfants Riboud, et son grand-père avait été l'un des fondateurs de la Lyonnaise de Banque).
Il commence la photographie avec l'appareil photographique Vest Pocket Kodak que son père utilisait en 1914-1918 dans les tranchées.
En 1937, à 14 ans, il prend ses premières photos à l'exposition internationale « Arts et techniques dans la vie moderne » à Paris. Il photographie aussi les châteaux de la Loire.
Traumatisé par le souvenir de la Première Guerre mondiale qui avait durement touché sa famille, son père se suicide quelques semaines après l’entrée en guerre en novembre 1939.
Marc Riboud passe les trois premières années de l'Occupation à Lyon, et étudie au lycée Ampère. En 1943, il prend le maquis avec le fiancé de sa sœur Françoise qui sera abattu par les nazis,. Marc échappe de peu à l’arrestation par les Allemands dans le maquis du Vercors à l’été 1944.
Il entreprend alors des études à l’École centrale de Lyon pour devenir ingénieur. Il continue à faire de la photographie plus intensément et envisage d’en faire son métier.
En 1952, alors ingénieur à Villeurbanne, il « oublie » de rentrer d’un congé pris pour photographier Maria Casarès et Gérard Philipe aux festivals de danse de Lyon et d’Avignon, et s’installe à Paris où, grâce à son frère Jean, il rencontre Henri Cartier-Bresson puis Robert Capa, deux des créateurs de Magnum Photos.
En 1953, il photographie Le Peintre de la Tour Eiffel, où éclate déjà son talent et son goût de la composition de l’image. Cette photographie sera sa première publication dans Life et son ticket d’entrée à Magnum Photos.
Après un premier reportage en Yougoslavie, sur les conseils de Robert Capa, il part un an en Grande-Bretagne et photographie Londres et Leeds, qui se relèvent lentement de la guerre.
En 1955, Marc Riboud prend la route à Istanbul (avec la Land Rover de George Rodger) et traverse l'Iran, l'Afghanistan et le Pakistan pour atteindre l'Inde. Il y séjourne une année avant d’obtenir son visa pour la Chine, où il fait en 1957 son premier long séjour.
En 1958, il termine son voyage en Extrême-Orient par un séjour au Japon qui sera avec Women of Japan le sujet de son premier livre (avec un texte de Christine Arnothy). Il reprend à nouveau la route à partir de l’Alaska en hiver 1958 jusqu’à Acapulco.
De 1960 à 1962, Marc Riboud photographie les indépendances africaines, fait plusieurs séjours en Algérie et photographie la liesse de l’indépendance en juillet 1962.
En 1965, il retourne en Chine et photographie les prémices de la révolution culturelle ; il publie Les Trois Bannières de la Chine aux éditions Robert Laffont.
En 1967, à Washington lors d'une manifestation contre la guerre au Viêt Nam, il photographie une militante qui tend une fleur aux soldats. Cette photographie, La Fille à la fleur, deviendra une icône de la paix. En 1968, il photographie les manifestations étudiantes de mai à Paris et voyage au Nord et au Sud Viêt Nam. Il retourne au Viêt Nam en 1969, en 1972 et aussi en 1976 ; il photographiera la rééducation forcée des cadres par le pouvoir communiste.
Au cours des années 1970, il retrouve la Chine où il retournera régulièrement pour suivre son évolution et ses transformations jusqu’à son dernier séjour à Shanghai en 2010. En 1973, il couvre le procès du Watergate à Washington. Il se rend plusieurs fois à Prague pour soutenir les signataires de la Charte 77 et surtout son amie Anna Farova, historienne de la photographie. En 1979, il est à Téhéran lors de la prise d'otages de l'ambassade des États-Unis et pour photographier les foules en délire fêtant le retour de l'ayatollah Khomeini.
En 1980, il se rend en Pologne pour un long reportage sur les débuts de Solidarnosc. En 1987, il photographie à Lyon le procès de Klaus Barbie. À partir de 1986, sur les conseils de son ami le peintre Zao Wou-Ki, il découvre Huang Shan, et est fasciné par la beauté de ces montagnes qui ont inspiré les peintres chinois. Il fait aussi plusieurs séjours à Angkor, amoureux de ces temples envahis par les racines et les arbres séculaires.
Dans les années 1990, il accompagne ses expositions à travers le monde et s’attache à publier des livres. En 1998, après l’apartheid, il va en Afrique du Sud, à Johannesburg, à Soweto et dans des villages éloignés de la capitale.
En 2008, Marc Riboud se rend à New York pour photographier la victoire de Barack Obama. En 2009, il publie des photos du Tibet dans Les Tibétains avec les textes d'André Velter qu'il a rencontré pour ce livre, comme il le relate lors de leur entretien dans l'émission Sagesses bouddhistes en novembre de la même année.
En 2010, Marc Riboud effectue un ultime voyage à Shanghai pour inaugurer une exposition. Sa santé fragile le contraint ensuite à rester à Paris, où il meurt le 30 août 2016 à 93 ans des suites d’une longue maladie,.
Marié en 1961 à Barbara Chase dont il divorce en 1980,, Marc Riboud partage sa vie avec la journaliste Catherine Riboud Chaine. Il est le père de David, Alexi, Clémence et Théo Riboud.
Son épouse, Catherine Riboud Chaine effectue en août 2016 la donation de la totalité du fonds de Marc Riboud, soit cinquante mille négatifs, diapositives et épreuves sur papier, au Musée national des Arts asiatiques - Guimet, qui organise en 2021 la première grande exposition monographique consacrée au photographe : « Marc Riboud - Histoires possibles »,.

## Œuvres

### Photographies célèbres
- Photographie en noir & blanc du Peintre de la Tour Eiffel, publiée dans Life en 1953 : « Zazou », le seau de peinture accroché en contrebas, ouvrier en équilibre sur la structure métallique, peint la tour au-dessus de Paris.
- La Fille à la fleur : la photographie d'une jeune femme, Jan Rose Kasmir, une fleur à la main face aux lames des fusils à baïonnettes des soldats de la garde nationale près du Pentagone, fixant un militaire dans les yeux, pendant une marche contre la Guerre du Viêt Nam, le 21 octobre 1967, est l'une des plus célèbres images de lutte contre la guerre.

## Publications
Les photographies de Marc Riboud ont été publiées dans de nombreux magazines dont Life, Look, Le Nouvel Observateur, Paris-Match, Géo, Stern. Il a remporté deux fois le Overseas Press Club Award (en 1966 pour The Three Banners of China et en 1970 pour Face of North Vietnam). Il a reçu à New York le prix de Leica Lifetime Achievement en 2001.
En 2012, son livre Vers l'Orient, publié aux éditions Xavier Barral, qui rassemble une sélection de photographies prises lors de son voyage de jeunesse à travers le Moyen-Orient et l'Asie, est récompensé par le prix Nadar.
- Women of Japan, texte de Christine Arnothy, éd. André Deutsch, Londres et Bruna & Zoon, Utrecht, 1959
- Les Trois bannières de la Chine, texte de Han Suyin, éd. Robert Laffont, Paris, 1966
- Face of North Vietnam, texte de Philippe Devillers, éd. Holt, Rinehart & Winston, New York, 1970
- Marc Riboud, texte de Jean Dieuzaide, galerie municipale du Château d'Eau, Toulouse, 1977
- Chine : Instantanés de voyages, Paris, Arthaud, 1980 (ISBN 9782700305968)
- Images de Villeurbanne, texte de Christian Caujolle, éd. Fondation nationale de la Photographie, 1985
- Marc Riboud : photos choisies, 1953-1985, éd. Musée d'art moderne de la Ville de Paris, 1985
- Journal, textes de Claude Roy et Marc Riboud, éd. Denoël, Paris, 1986
- L'embarras du choix, éd. Centre national de la Photographie, Paris, 1988
- Marc Riboud, Photo Poche n° 37, éd. Centre national de la Photographie, Paris, 1989 et Actes Sud, Arles, 2004, 2005, 2011 et 2015
- Huang Shan, éd. Arthaud, Paris, 1990
- Angkor, sérénité bouddhique, textes de Jean Lacouture, Jean Boisselier, Madeleine Giteau et Marc Riboud, éd. Imprimerie nationale, Paris, 1992
- Quarante ans de photographie en Chine, éd. Nathan, Paris, 1996
- In China, éd. Thames & Hudson, Londres, 1997  (ISBN 978-0-500-54205-7)
- 100 photos pour défendre la liberté de la presse, éd. Reporters sans frontières, Paris, 1998
- Istanbul, texte de Jean-Claude Guillebaud, éd. Imprimerie nationale, Paris, 2003
- Huang Shan, Les montagnes célestes, éd. Flammarion, Paris, 2004  (ISBN 978-2-08-011317-7)
- Demain Shanghai, texte de Caroline Puel, éd. Delpire, Paris, 2003
- 50 ans de photographie, éd. Flammarion, Paris, 2004
- Sous les pavés, éd. La Dispute, Paris, 2008,  (ISBN 978-2-84303-167-0)
- L'instinct de l'instant, 50 ans de photographie, textes de Michel Frizot, Jean Lacouture, Daniel Marchesseau et André Velter, catalogue d'exposition Paris Musées, Paris, 2009
- Les Tibétains, éd. Imprimerie nationale, textes d'André Velter, Paris, 2009,  (ISBN 978-2-7427-8472-1)
- Algérie Indépendance, texte de Jean Daniel, Malek Alloula et Seloua Luste Boulbina,  éd. le Bec en l'air, Manosque, 2009
- Montagnes célestes de Huang Shang, paysages d'Angkor, éd. Gourcuff Gradenigo, Paris, 2010  (ISBN 978-2-35340-094-2)
- I comme Image, éd. Gallimard Jeunesse / Les Trois Ourses, Paris, 2010
- 1. 2.. 3... image, éd. Gallimard Jeunesse / Les Trois Ourses, Paris, 2011
- Choses vues, texte d'André Velter, éd. Imprimerie nationale, Paris, 2012  (ISBN 978-2-330-00664-8)
- Paroles d'un taciturne, entretiens avec Bertrand Eveno, éd. Delpire, Paris, 2012
- Vers l'Orient, éd. Xavier Barral, Paris, 2012  (ISBN 2-915-17384-2) (Prix Nadar)[14]
- Marc Riboud, texte de Quentin Bajac, éd. Centre Pompidou, 2013
- 60 ans de photographie, éd. Flammarion, Paris, 2014
- Alaska, catalogue d'exposition de Chanel Nexus Hall, Tokyo, 2015
- Cuba, texte de Jean Daniel, préface de Wim Wenders, Éditions de La Martinière, Paris, 2016  (ISBN 978-2-73247-249-2)
- Chines, Éditions de La Martinière, 2019,  (ISBN 978-2732480336)
- Marc Riboud. Histoires possibles, MNAAG, Réunion des musées nationaux, Paris, 2020  (ISBN 9782711875078)

## Expositions
Années 1960
- 1963 : Marc Riboud, Art Institute of Chicago, Chicago
- 1966 China, Asia House, New York
- 1966 China, Institute of Contemporary Arts, Londres
- 1967 China, The Photographers' Gallery, Londres
- 1967 : Chine, galerie Delpire, Paris

Années 1970
- 1974 Marc Riboud, The Photographers' Gallery, Londres
- 1975 Marc Riboud, Centre international de la photographie, New York
- 1977 Marc Riboud, Château d'eau, Toulouse
- 1978 Marc Riboud, galerie Agathe Gaillard, Paris

Années 1980
- 1981 From China & Elsewhere, Gallery Photograph, New York
- 1981 China, The Photographers' Gallery, Londres
- 1982 China, Galerie Le Trépied, Genève
- 1984 Hommage à Marc Riboud, Centre d’action culturelle, Angoulême
- 1985 Marc Riboud, rétrospective, musée d'art moderne de la ville de Paris, Paris
- 1985 Photographes photographiés, musée Nicéphore-Niépce, Chalon-sur-Saône
- 1988 Marc Riboud : l'embarras du choix, galerie Agathe Gaillard, Paris
- 1988 : Lasting Moments 1953-1988, Centre international de la photographie, New York

Années 1990
- 1990 Huang Shan, Centre culturel français, New York
- 1996 40 ans de photographie en Chine, Centre national de la photographie, Paris ; Barbican Centre, Londres ; Centre international de la photographie, New York ; musée des beaux-arts, Pékin
- 1997 Marc Riboud, Howard Greenberg Gallery, New York

Années 2000
- 2001 : Marc Riboud, Leica Gallery, New York
- 2003 : Shanghai, demain, musée Carnavalet, Paris
- 2004 : 50 ans de photographie, rétrospective, Maison européenne de la photographie, Paris
- 2004 : 50 années de photographie en Chine, Pavillon populaire, Montpellier, du 19 octobre 2004 au 29 janvier 2005
- 2005 : Marc Riboud, rétrospective, Kahistukan-Kyoto Museum of contemporary Art, Kyoto
- 2008 : Mai 68, présentation de photographies en plein air, place de la Sorbonne et hall du lycée Louis-le-Grand, Paris
- 2009 : Marc Riboud, l'instinct de l'instant, musée de la Vie romantique, Paris[15].
- 2009 : Leeds 1954-2004, Historical Museum, Leeds

Années 2010
- 2010 Au jardin de Krishna Riboud, musée national des arts asiatiques - Guimet, Paris
- 2010 The Instinctive moment, musée des beaux-arts, Pékin ; musée des beaux-arts, Shanghai ; Wuhan Art Museum, Wuhan ; Macau Museum of Art, Macao ; consulat de France, Hong Kong...
- 2010 I comme Image, un abécédaire photographique, Maison européenne de la photographie, Paris et Quinzaine de la Photographie, Cholet
- 2011 Histoires du quotidien en Chine de 1957 à 2011, Quais Hennessy, Cognac
- 2012 Algérie, théâtre Liberté, Toulon
- 2012 Marc Riboud, mairie de Saint-Genis-Laval
- 2013 : Vers l'Orient, galerie Camera Obscura, Paris
- 2014 : Longues marches en Chine, Base sous-marine, Bordeaux
- 2014 : De grâce, un geste !  Musée d'art moderne Richard Anacréon, Granville
- 2014 : Marc Riboud - Premiers Déclics, Le Plateau, espace exposition du siège du conseil régional de Rhône-Alpes[16], Lyon
- 2014 : Witness at a Crossroads, photographer Marc Riboud in Asia, Rubin Museum of Art, New York
- 2014 : Marc Riboud, l'alphabet du monde, Multimedia Art Museum, Moscou
- 2015 : Alaska, Chanel Nexus Hall, Tokyo et festival Kyotographie, Kyoto
- 2015 : L'Un pour l'autre, une sélection de Michel Frizot, Polka galerie, Paris
- 2016 : Cuba 1963, Fondation Brownstone, Paris[17]
- 2016 : Marc Riboud, Festival Photofolies, Rodez

Années 2020
- 2020-2021 : Marc Riboud. Histoires possibles, Musée national des Arts asiatiques - Guimet, Paris[18]
- 2021 : Bangladesh 1971: Mourning and Morning, Liberation War Museum, Dhaka, du 16 octobre au 16 novembre[19]
- 2022 : I comme Image, un abécédaire photographique de Marc Riboud, médiathèque André-Labarrère, Pau, du 23 avril au 25 juin[20]
- 2022 : Douce France, jours heureux d’après guerre et Clémence, La Maison du Regard, Le Havre, du 9 septembre au 10 décembre
- 2023 : « 100 photographies pour 100 ans », Musée des Confluences, Lyon, du 24 février au 31 décembre 2023
- 2025 : « Marc Riboud. Photographies du Vietnam 1966-1976 », Musée national des Arts asiatiques - Guimet, Paris, du 5 mars au 12 mai 2025
- 2025 : « Peace in the Making », présentant une sélection d'œuvres marquantes et parmi les plus emblématiques du photographe de l'agence Magnum, capturant l'essence de la paix dans un monde d'après-guerre, Atlas Gallery, Londres, du 2 mai au 21 juin 2025 [21]

## Prix et récompenses
- 1966 : Overseas Press Club Award pour The Three Banners of China[1].
- 1970 : Overseas Press Club Award pour Face of North Vietnam[1].
- 2001 : Leica Lifetime Achievement Award[1].
- 2003 : prix Cornell-Capa (ICP Infinity Awards)[1].
- 2006 : Lucie Award du photojournalisme, New York[1].
- 2009 : Sony World Photography Award[1].
- 2012 : prix Nadar[1].

## Décoration
- Chevalier de la Légion d'honneur (1989)[22]